# Engelberg Dezső
Engelberg Dezső (Szarvas, 1894. október 27. – Tel-Aviv, 1965. január 16.) magyar újságíró.

## Életútja, munkássága
Előbb tanító volt, később Kolozsvárt jogot végzett és Marosvásárhelyen ügyvédi gyakorlatot folytatott. Dunaföldváron 1913-ban megjelent verskötete még nem mutatott egyéni arculatot; 1919-ben felelős szerkesztője a nyolc számot megért Cirkusz című marosvásárhelyi hetilapnak, melynek polgári liberális, pacifista cikkei közt Antalffy Endre, Kabdebó Erna, Metz István, Molter Károly és Osvát Kálmán írásaival találkozunk. A Sómér című zsidó ifjúsági lap felelős szerkesztője (1924–26). Panaszok könyve (Marosvásárhely, 1920) című prózagyűjteménye érzelmes életképeket adott, Kelet színpada (1928) cím alatt négy egyfelvonásosa jelent meg. Tevékenyen részt vett a zsidó kulturális mozgalmakban.